# Coleophora bojalyshi
Coleophora bojalyshi é uma espécie de mariposa do gênero Coleophora pertencente à família Coleophoridae.